# Саксонский берег

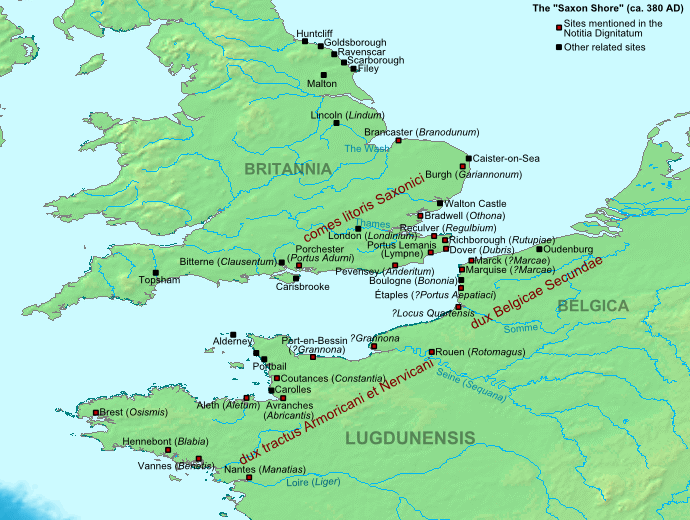
Карта известных укреплений Саксонского берега. Чёрным цветом обозначены другие римские укрепления вблизи берегов провинций

Саксонский берег (лат. Litus Saxonicum) — название комплекса прибрежных оборонительных фортов, созданных Римской империей для защиты морского побережья провинций Британия, Белгика II и Лугдунская Галлия.
Большинство укреплений были построены в конце III века, часть из них (в частности, Дувр) существовали и ранее. Остаётся неясным, почему укрепления были названы Саксонским берегом — из-за набегов саксов или из-за их расселения в районе укреплений в качестве летов (лат. Laeti), чьё положение напоминало федератов. Археологические раскопки показывают присутствие в районе укреплений германских захоронений до начала массового переселения германцев в Британию и Галлию в V веке. За укрепления в Британии отвечал комит Саксонского берега (лат. comes littoris Saxonici per Britanniam), упомянутый в Notitia Dignitatum. Укреплениями в Белгике II и Галлии руководили два командира в должности дуксов (лат. dux).

## Notitia Dignitatum

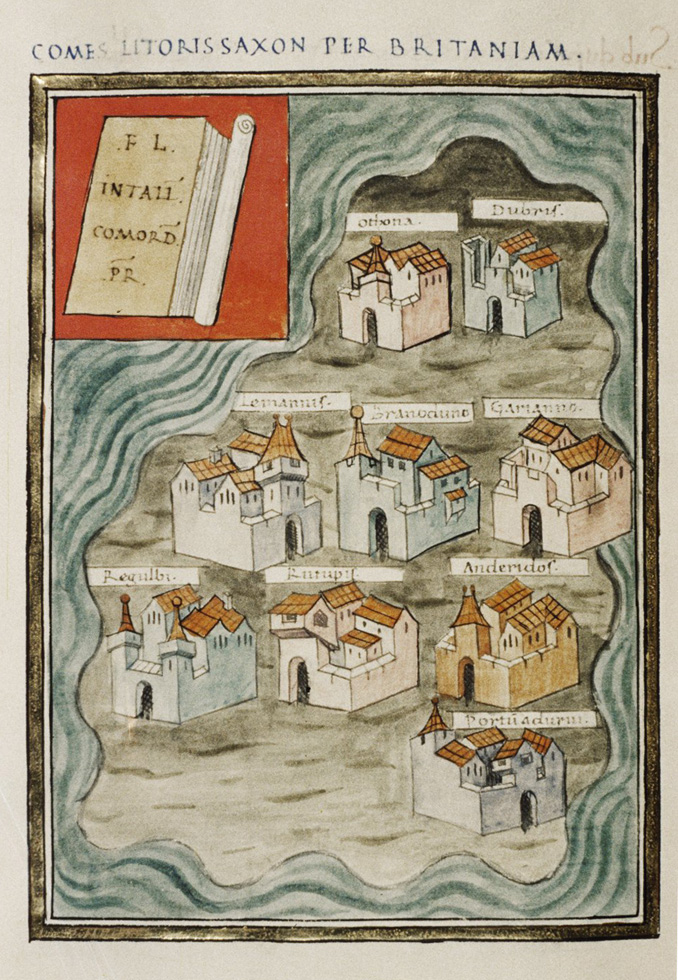
Девять фортов в провинции Британия. «Notitia Dignitatum». Бодлианская библиотека, Оксфорд.

В Notitia Dignitatum упоминается 22 форта:
9 фортов провинции Британия
- Branodunum (Бранкастер, графство Норфолк)
- Gariannonum (Бур-касл, графство Норфолк)
- Othona (Брэдвелл-он-Си, графство Эссекс)
- Regulbium (Рекалвер, графство Кент)
- Rutupiae (Ричборо, графство Кент)
- Dubris (Дуврский замок, графство Кент)
- Portus Lemanis (Лимпн, графство Кент)
- Anderitum (Замок Певенси, графство Восточный Суссекс)
- Portus Adurni (Портчестерский замок, графство Гэмпшир)

3 форта провинции Белгика II
- Marcae (окрестности Кале?)
- Locus Quartensis sive Hornensis (устье Соммы)
- Portus Aepatiaci (Этапль, департамент Па-де-Кале)

10 фортов провинции Лугдунская Галлия:
- Grannona (устье Сены либо Пор-ан-Бессен-Юппен)
- Rotomagus (Руан)
- Constantia (Кутанс)
- Abricantis (Авранш)
- Grannona (Гранвиль, департамент Манш?)
- Aleto ou Aletum (окрестности Сен-Мало)
- Osismis (Брест)
- Blabia (Эннбон, департамент Морбиан?)
- Benetis (Ванн?)
- Manatias (Нант)